# Новочурашевське сільське поселення
Новочура́шевське сільське поселення (рос. Новочурашевское сельское поселение) — муніципальне утворення у складі Ібресинського району Чувашії, Росія. Адміністративний центр — село Нове Чурашево.

## Населення
Населення — 1613 осіб (2019, 1774 у 2010, 1831 у 2002).

## Склад
До складу поселення входять такі населені пункти:
| Населений пункт        | Населення, осіб (2002) | Населення, осіб (2010) |
| ---------------------- | ---------------------- | ---------------------- |
| Нове Климово, присілок | 55                     | 37                     |
| Нове Чурашево, село    | 1459                   | 1447                   |
| Савка, присілок        | 38                     | 47                     |
| Сіріклі, присілок      | 279                    | 243                    |